# Horne Kirke (Faaborg-Midtfyn Kommune)
 For alternative betydninger, se Horne Kirke. (Se også artikler, som begynder med Horne Kirke)
Horne Kirke i Horne Sogn ved Faaborg er Fyns største landsby- og eneste rundkirke. 

## Historie
Horne Kirkes centrale del er den romanske rundkirke, der er bygget af kampesten på foranledning af kong Valdemar den Store i 1100-tallet. Rundkirken er 17 m i diameter og var oprindeligt i to stokværk. Rundkirken fungerer nu som skib i kirken efter senere udbygninger.
Senere er rundkirken udbygget med det nuværende kor, klokketårnet og våbenhuset i sengotisk stil; flere dele er ombygget siden. Under koret findes en gravhvælving, hvor der er sarkofager for ejere af det nærtliggende Hvedholm Slot. I 1825 blev der opført et kapel på kirkegården, hvor senere ejere af slottet ligger.
Både denne kirke og de runde kirker i Bjernede og Thorsager er bygget over samme grundplan som Sct. Georgs Kirke i Schlamersdorf, Wagrien.
I 2004 dannede kirken rammen om optagelser til spillefilmen Adams æbler.

## Inventar
C.W. Eckersberg malede i 1812 kirkens altertavle.
- Horne Kirke i slutningen af 1800-tallet
- Kirken i dag
- Kirketårnet

## Eksterne kilder og henvisninger
- Wikimedia Commons har flere filer relateret til Horne Kirke (Faaborg-Midtfyn Kommune)
- "Horne Kirke". nordenskirker.dk. Arkiveret fra originalen 31. januar 2011.
- Horne Kirke hos KortTilKirken.dk